# 미조베정
미조베정(일본어: 霧島町)은 일본 가고시마현 중앙부에 있던 정으로, 기리시마시에 속한다.
2005년 11월 7일, 고쿠부정 및 아이라군 5정이 합병해 기리시마시 미조베정이 되었다.

## 지리
가고시마현(낙도 제외)의 중앙부에 위치하고 있다.

## 역사
- 1889년 4월 1일 - 정촌제 시행으로 미조베촌이 성립하였다.
- 1959년 4월 1일 - 정으로 승격해 미조베정이 되었다.

## 교통

### 공항
- 가고시마 공항

### 철도
- 규슈 여객철도
  - 닛포 본선
  - 히사쓰 선

### 도로
- 규슈 자동차도
- 국도 제504호선

## 참고 문헌
- 角川日本地名大辞典編纂委員会,『角川日本地名大辞典 鹿児島県』1983, 角川書店